# مثل یک نیایش
«مثل یک نیایش» (به انگلیسی: Like a Prayer) آلبومی از هنرمند اهل ایالات متحده آمریکا مدونا است.